# Pettytown
Pettytown è una comunità non incorporata degli Stati Uniti d'America, situata nelle contee di Bastrop e di Caldwell dello Stato del Texas.